# Yéro Boly
Yéro Boly est un diplomate et homme politique burkinabè né le 31 décembre 1954 à Komki-Ipala.
Proche du président Blaise Compaoré, il est successivement ministre de l'Administration territoriale et de la Sécurité (1995-2000), directeur du cabinet du président (2000-2004), ainsi que ministre de la Défense du Burkina Faso (2004-2011) avant que des mutineries militaires ne l'obligent à quitter le gouvernement. De mars à septembre 2022, il rejoint le gouvernement de transition du militaire putschiste Paul-Henri Sandaogo Damiba, devenant ministre de la Cohésion sociale et de la Réconciliation nationale.
Parallèlement à sa carrière politique, Yéro Boly est également ambassadeur du Burkina Faso en Côte d'Ivoire de 1986 à 1987, puis en Libye de 1988 à 1995, et enfin au Maroc de 2012 à 2015.

## Biographie

### Jeunesse et études
Yéro Boly naît le 31 décembre 1954 à Komki-Ipala, dans la province du Kadiogo (Centre). 
Il fait ses études au sein de l'École nationale d'administration et de magistrature (ENAM), dont il obtient un premier certificat en 1977, puis un diplôme d'administrateur civil en 1983. La même année, il part en France pour étudier au sein de l'Institut international d'administration publique (Paris), puis de l'École internationale de Bordeaux.

### Carrière politique

#### Débuts
De 1978 à 1980, Yéro Boly est sous-préfet de deux provinces du nord du Burkina Faso : l'Oudalan et le Séno. Il devient par la suite secrétaire général de la province du Namentenga, puis préfet de la ville de Boulsa. Il sera également haut-commissaire de la Gnagna.

#### Entrée au gouvernement
Proche du président Blaise Compaoré, il fait son entrée au sein du gouvernement de Roch Marc Christian Kaboré le 11 juin 1995, lorsqu'il est nommé ministre de l’Administration territoriale et de la Sécurité. Il garde son poste au sein du gouvernement de Kadré Désiré Ouédraogo, jusqu'à sa dissolution le 7 novembre 2000. 
De 2000 à 2004, il est directeur de cabinet du président Blaise Compaoré.

#### Ministre de la Défense

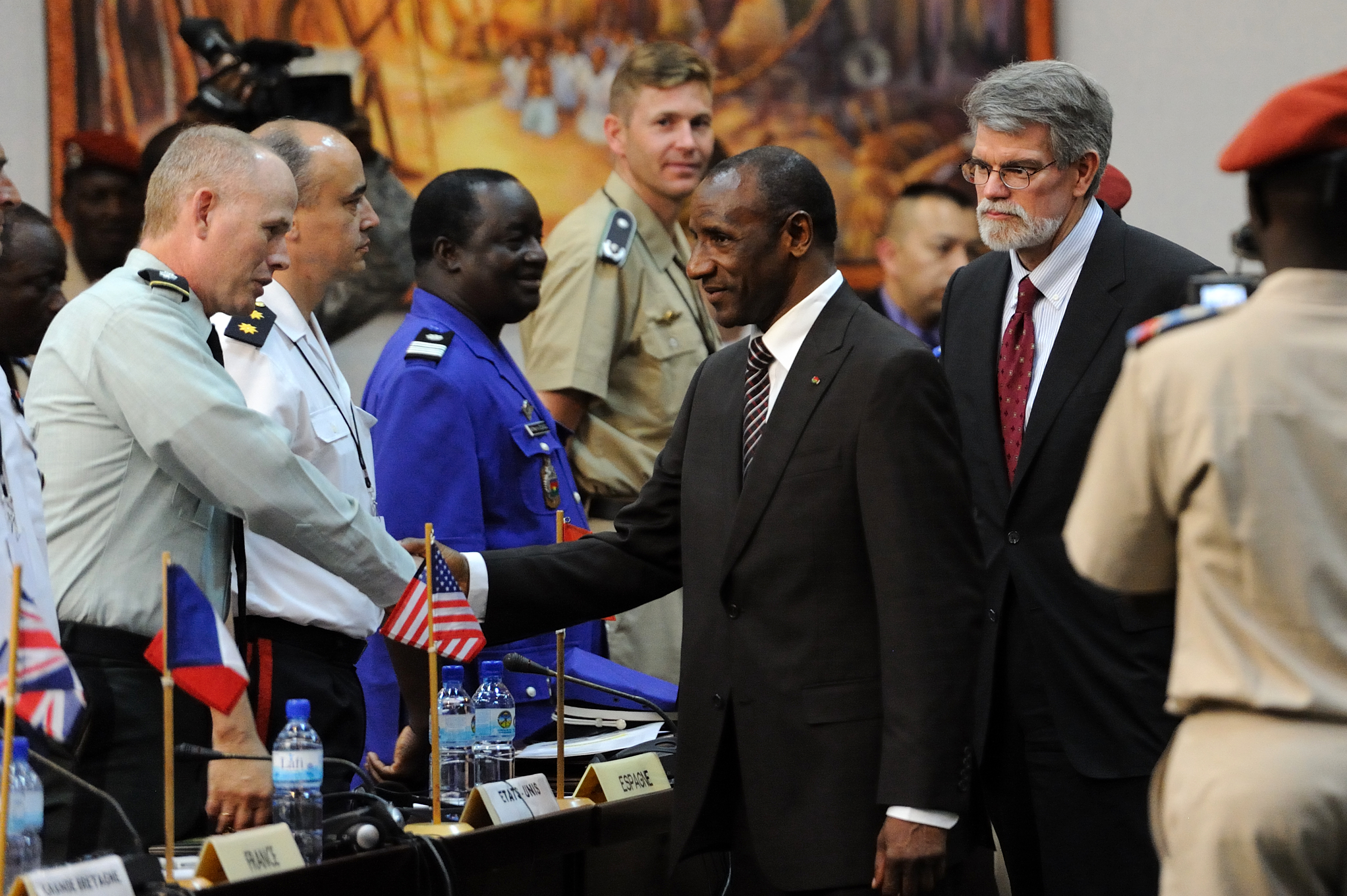
Yéro Boly (à droite) en tant que ministre de la Défense en 2010.

Le 17 janvier 2004, à l'occasion d'un remaniement, Yéro Boly est nommé ministre de la Défense, remplaçant à ce poste le général Kouamé Lougué. Il arrive dans un contexte de fortes tensions entre l'armée et le gouvernement, faisant craindre une tentative de putsch. Pour remédier à ces problèmes, il prend plusieurs initiatives, comme la création de programmes spécifiques de santé et la construction de logements pour les militaires, l'ouverture de l'armée aux femmes, davantage de promotions pour les jeunes recrues ou encore un accompagnement au retour à la vie civile.
Ces mesures ne suffisent cependant pas, et il doit faire face à des mutineries au sein de l'armée burkinabè dans le contexte de la révolte de 2011. Sa famille et lui-même échappent de peu à des représailles physiques à leur domicile de la part des insurgés,. Il est de ce fait débarqué du gouvernement le 15 avril 2011.

#### Gouvernement de transition en 2022
Après le coup d'État de janvier 2022 ayant mené à la chute du président Roch Marc Christian Kaboré, Yéro Boly fait son entrée dans le gouvernement Ouédraogo, un gouvernement de transition instauré par le militaire putschiste Paul-Henri Sandaogo Damiba. Il devient à cette occasion ministre d'État auprès du président du Faso, chargé de la Cohésion sociale et de la Réconciliation nationale,. 
À ce poste, il est mandaté par le président Damiba pour initier un processus de dialogue avec les combattants djihadistes, notamment les jeunes, afin de les inciter à se démobiliser et à réintégrer la société civile,.
Il reste à ce poste jusqu'au 30 septembre 2022, date où le gouvernement est lui-même renversé par un nouveau putsch militaire. 

### Ambassadeur
Parallèlement à sa carrière politique, Yéro Boly a également une carrière diplomatique. En 1986, il est nommé ambassadeur du Burkina Faso en Côte d'Ivoire, poste auquel il reste jusqu'en 1987. Il devient ensuite ambassadeur en Libye de 1988 à 1995, ayant également juridiction en Iran.
Après avoir été démis de ses fonctions de ministre de la Défense, il est nommé le 3 août 2011 ambassadeur auprès du Maroc par le Conseil des ministres,. Il prend ses fonctions le 3 février 2012, et reste à ce poste jusqu'en 2015.